# Aufschwungexzess
Als Aufschwungexzess wird eine Rechtsfigur (Rechtseinrichtung) bezeichnet, die der Bundesgerichtshof in seinem Urteil zum Reichseisenbahnfeldlokomotivenfall als Erweiterung des Anwendungsbereichs der Regeln zum Eigentümer-Besitzer-Verhältnis entwickelt hat. Die Zulässigkeit der Figur ist in der Rechtswissenschaft umstritten, die sie bejahende Position wird auch als Aufschwungtheorie bezeichnet. Ein Aufschwungexzess liegt vor, wenn ein zunächst zum Besitz berechtigter Fremdbesitzer seinen Besitzwillen hin zum Eigenbesitz ändert. In diesem Fall soll nach den Vertretern der Aufschwungtheorie das Besitzrecht entfallen und erneut Besitz im Sinne des § 990 Abs. 1 BGB erworben werden. Für eine Haftung genügt es demnach, wenn der Besitzer im Zeitpunkt seiner Willensänderung grob fahrlässig verkennt, dass er nicht zum Eigenbesitz berechtigt ist.
Für dieses Verständnis wird argumentiert, dass das Eigentümer-Besitzer-Verhältnis vor allem den Eigenbesitzer privilegiere. Deshalb soll es bei der  Beurteilung der Redlichkeit des Besitzers nach § 990 Abs. 1 S. 1 BGB auf den Zeitpunkt ankommen, in welchem Eigenbesitz erworben wird. Dies sei bei ursprünglich rechtmäßigem Fremdbesitz in dem Moment der Fall, in welchem der Besitzer seinen Besitzwillen abändere. Andererseits wird darauf verwiesen, dass dem seinen Besitz Umwandelnden eine Reflexion über sein Besitzrecht zuzumuten sei.
Einige Juristen wollen die Figur des Aufschwungexzesses allein auf solche Fälle anwenden, in welchen das bisherige Besitzrecht durch die Willensänderung gänzlich entfällt. Dies ist etwa der Fall, wenn sich das Besitzrecht aus einer berechtigten Geschäftsführung ohne Auftrag ergibt. Sie endet mit der Änderung des Besitzwillen, während ein Mietvertrag vom Besitzwillen des Mieters unabhängig ist.
Gegner der Aufschwungtheorie sehen im Ausdruck „Erwerb des Besitzes“  in § 990 Abs. 1 BGB einen Verweis auf § 854 BGB. Sie argumentieren, dass im Sinne der Norm nur die erstmalige Erlangung der tatsächlichen Herrschaft über die Sache als Besitzerwerb anzusehen ist. Eine Änderung des Besitzwillens sei dagegen kein neuerlicher Besitzerwerb im Sinne des § 990 BGB. Deshalb hafte der seinen Besitzwillen umwandelnde Besitzer nach § 990 Abs. 1 S. 2 BGB allenfalls, wenn er positive Kenntnis von seinem fehlenden Besitzrecht habe.
Insbesondere wird bestritten, dass die Änderung des Besitzwillens überhaupt das Besitzrecht entfallen lasse, denn dann könnte sich jeder Besitzer durch eine einfache Willensänderung von seiner vertraglichen Haftung lösen.